# ホワット・ウィー・ディド・オン・アワ・ホリデイズ
『ホワット・ウィー・ディド・オン・アワ・ホリデイズ』 (What We Did On Our Holidays、米国では Fairport Convention としてリリース)は、イギリスのバンドフェアポート・コンヴェンションによる1969年のセカンド・アルバムである。シンガーソングライターのサンディ・デニーをフィーチャーした最初のアルバムとなる。このアルバムはまた「フォーザリンゲイ」やライブ・コンサートのラストに演奏されるようになった「ミート・オン・ザ・リッジ」などの後の定番人気曲が収められておおり、フォークロック・バンドとして注目されるきっかけとなった。

## 歴史
ジュディ・ダイブルが脱退した後、バンドは新たな歌手のオーディションを実施し、サンディ・デニーが選ばれた。サイモン・ニコルは、「それは本当に一頭だけで行われる競馬みたいなものでした……彼女は汚れた皿でいっぱいの流し台のなかのキレイなガラスのように目立っていました」と語っている。文筆家ののリッチー・ウンターバーガーによればデニーの「心に長く残る、エーテルのようなボーカルがフェアポートに大きな後押しを与えた」という。
ウンターバーガーによれば、このアルバムは、「伝統的なフォークソングを想像力豊かに作り直し、現代のフォークロック・シンガーソングライターの楽曲の質の高いカバー、よくわからないもの、そしてさまざまなメンバーによるオリジナルのフォークロック素材の理想に近いバランス」と解説されている。サイモン・ニコルはこのアルバムを彼のお気に入りであると2008年に評し、またコリン・ラーキンの「オールタイムトップ1000アルバム」（2000年）で281番に選ばれた。
アルバムジャケットとしては演奏中のバンドのスケッチが用いられている。クレジットには「フェアポート・コンヴェンションに襲撃された黒板より」と記されている。オリジナルジャケットの裏面は演奏中の写真が用いられている。
1990年にアイランド・マスターとして再リリースされたIMCD 97のジャケットにはサンディ・デニーのポートレイト写真も含まれている。
アメリカ合衆国ではA＆Mレコードからリリースされた（SP-4185）。その際、曲目はイギリス版と同一だったが新しいカバーアートが用いられ、タイトルも『Fairport Convention』に変更されていた。
オーストラリアとニュージーランドではフェスティバル・レコードからリリースされたが、ジャケット表面は「黒板」デザイン、裏面はイギリス版ともアメリカ版とも異なるデザインとなっている。
このアルバムのジャケットデザインとしては少なくとも54種類のものがDiscogsのウェブサイトで紹介されている。

## 受容と影響
| 専門評論家によるレビュー | 専門評論家によるレビュー |
| レビュー・スコア         | レビュー・スコア         |
| 出典                     | 評価                     |
| ------------------------ | ------------------------ |
| オールミュージック       | [ 1 ]                    |
| ローリング・ストーン     | (favourable)             |
| ヴィレッジ・ヴォイス     | A−                       |
| ポピュラー音楽百科事典   | [ 4 ]                    |

『ヴィレッジ・ヴォイス』誌のコンテンポラリー・レビューにおいて、アメリカの評論家ロバート・クリストガウは、フェアポート・コンヴェンションを彼がしばらく聴いた中で「最も興味深い未知のグループ」と見なし、「ペンタングル・スタイルのバラード」とボブ・ディランの「アイル・キープ・イット・ウィズ・マイン」にハイライトをあてた。ライアン・アダムス・アンド・カージナルスのニール・カサルは後に、『ホワット・ウィー・ディド・オン・アワ・ホリデイズ』を彼のお気に入りのアルバムの1つとして挙げた。
Pitchfork.comによる2008年再発盤アルバムのレビューでは、「このアルバムは、ここではほとんどラーガのようにレンダリングされた「ノータム・タウン」のような伝統的なバラードの新しい解釈と、ディランの「アイル・キープ・イット・ウィズ・マイン」やジョニ・ミッチェルの「イースタン・レイン」のどっしりとしたバージョンなどの新しい曲の混合です。ただし、ホリデイズの最高の楽曲は足を踏み鳴らすブルースロックの「ミスター・レイシー」、足早な「ノー・マンズ・ランド」、感動的な死後の賛歌の「ミート・オン・ザ・リッジ」などです」と述べている。

## 1999年のアルバム
このアルバムのタイトルは、アイランド・レコードによる1999年リリースのCD IMCD 263に What We Did on Our Holidays - An Introduction to Fairport Convention として再利用された。

## トラックリスト
| #  | タイトル | 作詞・作曲                                 | 時間 |
| -- | --- | ------------------------------------------ | ---- |
| 1. | 「フォーザリンゲイ Fotheringay」 | サンディ・デニー                           | 3:06 |
| 2. | 「ミスター・レイシー Mr Lacey」 | アシュリー・ハッチングス                   | 2:55 |
| 3. | 「ブック・ソング Book Song」 | イアン・マシューズ、リチャード・トンプソン | 3:13 |
| 4. | 「ザ・ロード・イズ・イン・ディス・プレイス、ハウ・ドレッドフル・イズ・ディス・プレイス? The Lord Is in This Place...How Dreadful Is This Place」(ブラインド・ウィリー・ジョンソンのDark Was the Night, Cold Was the Groundを元に) | ハッチングス、トンプソン、デニー           | 2:01 |
| 5. | 「ノー・マンズ・ランド No Man's Land」 | トンプソン                                 | 2:32 |
| 6. | 「アイル・キープ・イット・ウィズ・マイン I'll Keep It with Mine」 | ボブ・ディラン                             | 5:56 |

| #  | タイトル                                                          | 作詞・作曲         | 時間 |
| -- | ----------------------------------------------------------------- | ------------------ | ---- |
| 1. | 「イースタン・レイン Eastern Rain」                               | ジョニ・ミッチェル | 3:36 |
| 2. | 「ノータム・タウン Nottamun Town」                                | トラディショナル   | 3:12 |
| 3. | 「テイル・イン・ハード・タイム Tale in Hard Time」                | トンプソン         | 3:29 |
| 4. | 「シー・ムーヴズ・スルー・ザ・フェア She Moves Through the Fair」 | トラディショナル   | 4:14 |
| 5. | 「ミート・オン・ザ・リッジ Meet on the Ledge」                    | トンプソン         | 2:50 |
| 6. | 「エンド・オブ・ア・ホリデイ End of a Holiday」                   | ニコル             | 1:07 |

| #  | タイトル | 作詞・作曲                                 | 時間 |
| -- | --- | ------------------------------------------ | ---- |
| 1. | 「スローアウェイ・ストリート・パズル Throwaway Street Puzzle」 | ハッチングス、トンプソン                   | 3:30 |
| 2. | 「ユーアー・ゴナ・ニード・マイ・ヘルプ You're Gonna Need My Help」(BBCラジオの番組 "Symonds on Sunday" 向けのライブ録音、制作：ジョン・ウォルターズ、技術：トニー・ウィルソン、初放送：1969年2月9日) | マッキンリー・モーガンフィールド           | 4:11 |
| 3. | 「サム・スウィート・デイ Some Sweet Day」 | フェリス・アンド・ブーデロウ・ブライアント | 2:32 |

## パーソネル

### フェアポート・コンヴェンション
- サンディ・デニー （アレクサンドラ・エレーン・マクリーン・デニー） – ボーカル、アコースティック・ギター、12弦アコースティックギター、オルガン、ピアノ、ハープシコード
- イアン・マシューズ –　ボーカル、コンガ
- リチャードトンプソン –　エレクトリック、アコースティック、12弦アコースティックギター、ピアノ、アコーディオン、「Book Song」のシタール[8]（ノンクレジット）、ボーカル
- アシュリー・ハッチングス – ベース、バッキングボーカル
- サイモン・ニコル – エレクトリック＆アコースティックギター、エレクトリックオートハープ、エレクトリックダルシマー、バッキングボーカル
- マーティン・ランブル – ドラムス、パーカッション、バイオリン、タブラ、足音

### アディショナル・パーソネル
- ブルース・レイシー＆ロボッツ - 「ミスター・レイシー」
- クレア・ローサー – 「Book Song」のチェロ
- キングズリー・アボット – 「ザ・ロード・イズ・イン・ディス・プレイス、ハウ・ドレッドフル・イズ・ディス・プレイス?」のコイン、「ミート・オン・ザ・リッジ」のバックボーカル
- ポール・ゴーシュ、アンドリュー・ホーヴィッチ、マーク・エリントン – 「ミート・オン・ザ・リッジ」のバッキングボーカル
- ピーター・ロス – 「スローアウェイ・ストリート・パズル」のハーモニカ